# Ola de crímenes
Ola de crímenes es una película española del año 2018 dirigida por Gracia Querejeta y producida por Telecinco Cinema.

## Argumento
Asier (Asier Rikarte) el hijo de Leyre Blanco (Maribel Verdú), una ama de casa acomodadamente divorciada, mata a su padre Cosme (Luis Tosar) en un arrebato. Ella decide hacer lo imposible por ocultarlo, desatando a su pesar una caótica ola de crímenes en la ciudad de Bilbao. Mientras, la nueva esposa del difunto (Paula Echevarría) y su implacable abogada Susana Salazar (Juana Acosta) tratan de ocultar la jugosa trama de corrupción en la que se movían. Pero no habían contado con la perseverancia de la pareja de inspectores de la Ertzaintza Andoni y Juantxu (Antonio Resines y Raúl Peña) encargados del caso…

## Reparto

### Reparto principal
- Maribel Verdú: Leyre Blanco
- Juana Acosta: Susana Salazar, abogada de Cosme
- Paula Echevarría: Vanesa, nueva mujer de Cosme †
- Antonio Resines: Inspector Andoni Galartza †
- Raúl Peña: Inspector Juantxu
- Miguel Bernardeau: Julen, amigo de Asier y nuevo novio de Leyre.
- Asier Rikarte: Asier, hijo de Leyre
- Montse Pla: Evelyn, cuidadora de Paqui †
- Teresa Lozano: Paqui, madre de Leyre

Con la colaboración especial de
- Raúl Arévalo: Taxista
- Luis Tosar: Cosme, padre de Asier y exmarido de Leyre †
- Nora Navas: Ikerne, madre de Julen
- Javier Cámara: Cura

### Reparto secundario
- Patxi Freytez: Padre de Julen
- Mikel Tello:
- Jon Bermúdez: Primo
- Ignacio Herráez: Jefe
- Francisca Horcajo: Camarera
- Jazmín Abuín: Chica cafetería
- Roberto Bonacini: Compinche
- Javier Perdiguero: Cacho Carne
- Isabel Jiménez: Presentadora de Informativos
- Arantxa Aranguren: Feligresa